# Abel (Popławski)
Abel (oficjalny tytuł w Polskim Autokefalicznym Kościele Prawosławnym: Jego Ekscelencja Najprzewielebniejszy Abel, Prawosławny Arcybiskup Lubelski i Chełmski), imię świeckie Andrzej Popławski (ur. 8 kwietnia 1958 w Narwi) – polski duchowny prawosławny, arcybiskup, ordynariusz diecezji lubelsko-chełmskiej.

## Życiorys

### Młodość
Urodził się w Narwi w rodzinie prawosławnej. Według jego własnych wspomnień na jego późniejszą postawę życiową znaczący wpływ miały matka, Zofia, i babka, Olga. Jeszcze przed rozpoczęciem nauki w szkole przyszły duchowny przysługiwał w cerkwi parafialnej w Narwi.
Po ukończeniu szkoły podstawowej wstąpił do Prawosławnego Seminarium Duchownego w Warszawie. Po ukończeniu I roku nauki, razem z alumnem II roku Mirosławem Chodakowskim udał się do monasteru św. Onufrego w Jabłecznej, deklarując zamiar wstąpienia do wspólnoty jako posłusznik. Kontynuując naukę w seminarium, regularnie udawał się do Jabłecznej, by wdrażać się w życie monastyczne. Działał również w warszawskiej parafii św. Marii Magdaleny. Po IV roku nauki w seminarium zdał maturę.
Po ukończeniu niższych klas seminarium, za namową metropolity warszawskiego i całego Polski Bazylego przyjął stanowisko psalmisty w parafii w Łosince. W 1977 na własną prośbę został zwolniony z tej funkcji i rozpoczął naukę w Wyższym Prawosławnym Seminarium Duchownym w Jabłecznej.

### Duchowny
W 1980 ukończył Wyższe Prawosławne Seminarium Duchowne w Jabłecznej. Jest również absolwentem Chrześcijańskiej Akademii Teologicznej. W 1977 złożył wieczyste śluby mnisze w monasterze św. Onufrego w Jabłecznej. 15 lutego 1979 przyjął święcenia diakońskie z rąk metropolity warszawskiego i całej Polski Bazylego, a następnie święcenia kapłańskie, których udzielił mu biskup lubelski Szymon.
W latach 1981–1983 był proboszczem prawosławnej parafii w Komańczy, posługiwał również w Polanach i Zyndranowej, gdzie z jego inicjatywy wzniesiono nową cerkiew. W latach 1983–1984 współorganizował parafię w Przemyślu. Od 1984 był proboszczem parafii w Monachium, obsługując również cerkwie w Stuttgarcie, Ingolstadt, Augsburgu, Ratyzbonie, Landshut i Ludwigsburgu.

### Przełożony monasteru św. Onufrego w Jabłecznej
W 1987 został przełożonym monasteru w Jabłecznej, 7 stycznia 1989 otrzymał godność archimandryty. Jako przełożony klasztoru kontynuował remont jego zabudowań, rozpoczęty przez poprzedników, archimandrytów Sawę (Hrycuniaka) i Nikona (Potapczuka).

### Ordynariusz diecezji lubelsko-chełmskiej
25 marca 1989 przyjął chirotonię biskupią i objął funkcję ordynariusza nowo utworzonej diecezji lubelsko-chełmskiej. 15 lutego 1999 w soborze św. Mikołaja w Białymstoku został odznaczony Orderem Świętej Równej Apostołom Marii Magdaleny I stopnia. W 2001 otrzymał godność arcybiskupa.
Jako biskup ordynariusz diecezji lubelsko-chełmskiej doprowadził do podwojenia liczby czynnych na jej terytorium cerkwi prawosławnych oraz do założenia trzech nowych monasterów: żeńskich w Turkowicach i w Holeszowie oraz męskiego w Kostomłotach.
Reprezentował Polski Autokefaliczny Kościół Prawosławny w czasie oficjalnych wizyt i konferencji zagranicznych: na VIII Międzynarodowym Rosyjskim Soborze (2004), na uroczystościach kanonizacji metropolity Piotra (Mohyły) (2002), na intronizacji patriarchy serbskiego Ireneusza (2010).

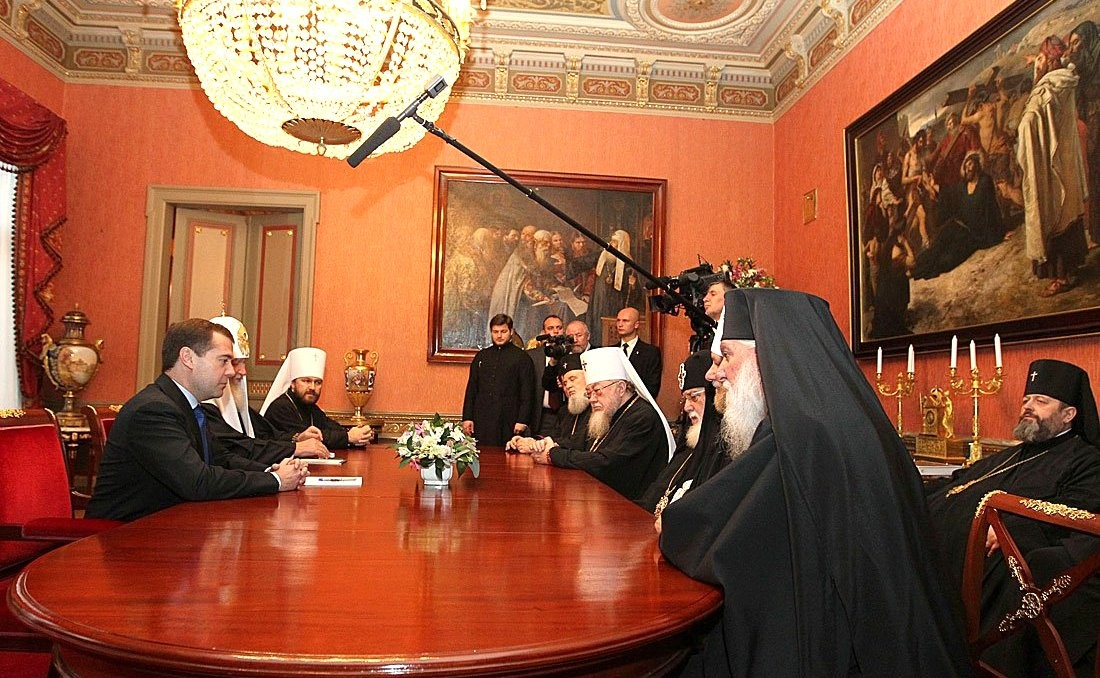
Metropolita Sawa i arcybiskup lubelski i chełmski Abel (siedzi z prawej) w czasie oficjalnej wizyty w Rosyjskim Kościele Prawosławnym z okazji urodzin patriarchy moskiewskiego Cyryla. Spotkanie z prezydentem Dmitrijem Miedwiediewem, listopad 2011

Jest zwolennikiem dialogu ekumenicznego. W 2000 wydał, wspólnie z katolickim arcybiskupem lubelskim Józefem Życińskim przesłanie Aby wszystko na nowo zjednoczyć w Chrystusie. Jest współprzewodniczącym Zespołu Bilateralnego Katolicko-Prawosławnego.
W 2016 został członkiem delegacji Polskiego Autokefalicznego Kościoła Prawosławnego na Święty i Wielki Sobór Kościoła Prawosławnego.
Został redaktorem naukowym (wspólnie z abp. Jerzym) monografii wieloautorskiej pt. Unia brzeska – zwodnicza iluzja zjednoczenia chrześcijan Wschodu i Zachodu (Wydawnictwo Naukowe Chrześcijańskiej Akademii Teologicznej w Warszawie, Warszawa 2023) ISBN 978-83-60273-79-1.

## Odznaczenia i nagrody
- Order „Za zasługi” III klasy (Ukraina, 2008)[17].
- W 2003 został odznaczony Złotym Krzyżem Zasługi[18].
- W kwietniu 2007 został odznaczony Srebrnym Medalem „Zasłużony Kulturze Gloria Artis”[19].
- Od 16 października 2011 członek Honorowego Komitetu Rozwoju Centrum Onkologii Ziemi Lubelskiej im. św. Jana z Dukli[20].
- W 2017 r. otrzymał Order św. Gorazda II (Kościół Prawosławny Czech i Słowacji)[21].

## Współpraca ze Służbą Bezpieczeństwa Polskiej Rzeczypospolitej Ludowej
Według zachowanych akt Służby Bezpieczeństwa Polskiej Rzeczypospolitej Ludowej znajdujących się w archiwach Instytutu Pamięci Narodowej od 2 marca 1984 roku Andrzej Popławski był tajnym i świadomym współpracownikiem Służby Bezpieczeństwa o pseudonimie „Krzysztof”.